# Blastomero

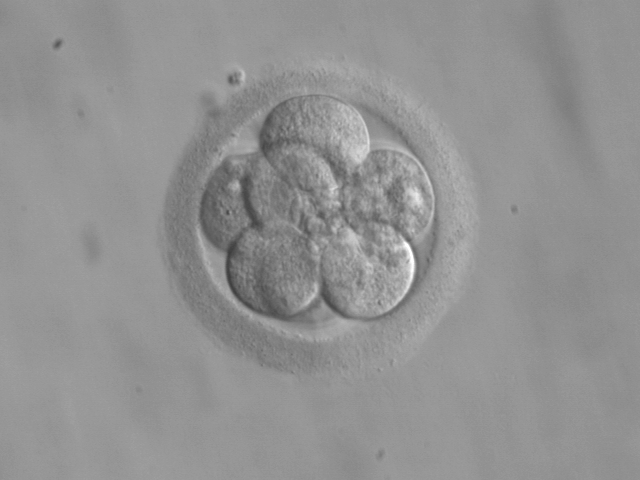
Morula allo stadio di 8 blastomeri

I blastomeri sono  cellule embrionali e  dopo la  morula  costituiscono la blastula, nelle quali il citoplasma è distribuito in modo ineguale e sono disposte in modo da delimitare una cavità centrale, il blastocele.
Le Gap Junctions (o giunzioni comunicanti) sono canali proteici che collegano i citosol (ovvero citoplasma) delle cellule contribuendo a regolare lo sviluppo del blastomero e quindi delle fasi precoci dello sviluppo embrionale.
La deregolazione di queste cellule può portare a Epipolia.
I blastomeri possono subire tre differenti divisioni:
totale: quando si ha la formazione di due nuclei e la scissione del citoplasma con la formazione di due cellule;
parziale: quando si ha la formazione di differenti nuclei ed una parziale scissione del citoplasma ma resta comunque un'unica cellula;
formazione di nuclei differenti nella cellula iniziale ma senza divisioni citoplasmatiche come negli insetti.

## Epipolia
L'epipolia si verifica quando i blastomeri dell'emisfero vegetativo sono troppo voluminosi per portarsi verso l'interno del blastocele. In questi casi le cellule dell'emisfero vegetativo si ritrovano passivamente verso l'interno a seguito di processi di moltiplicazione e intercalazione delle cellule dell'emisfero animale.